# Richard Michaels (Regisseur)

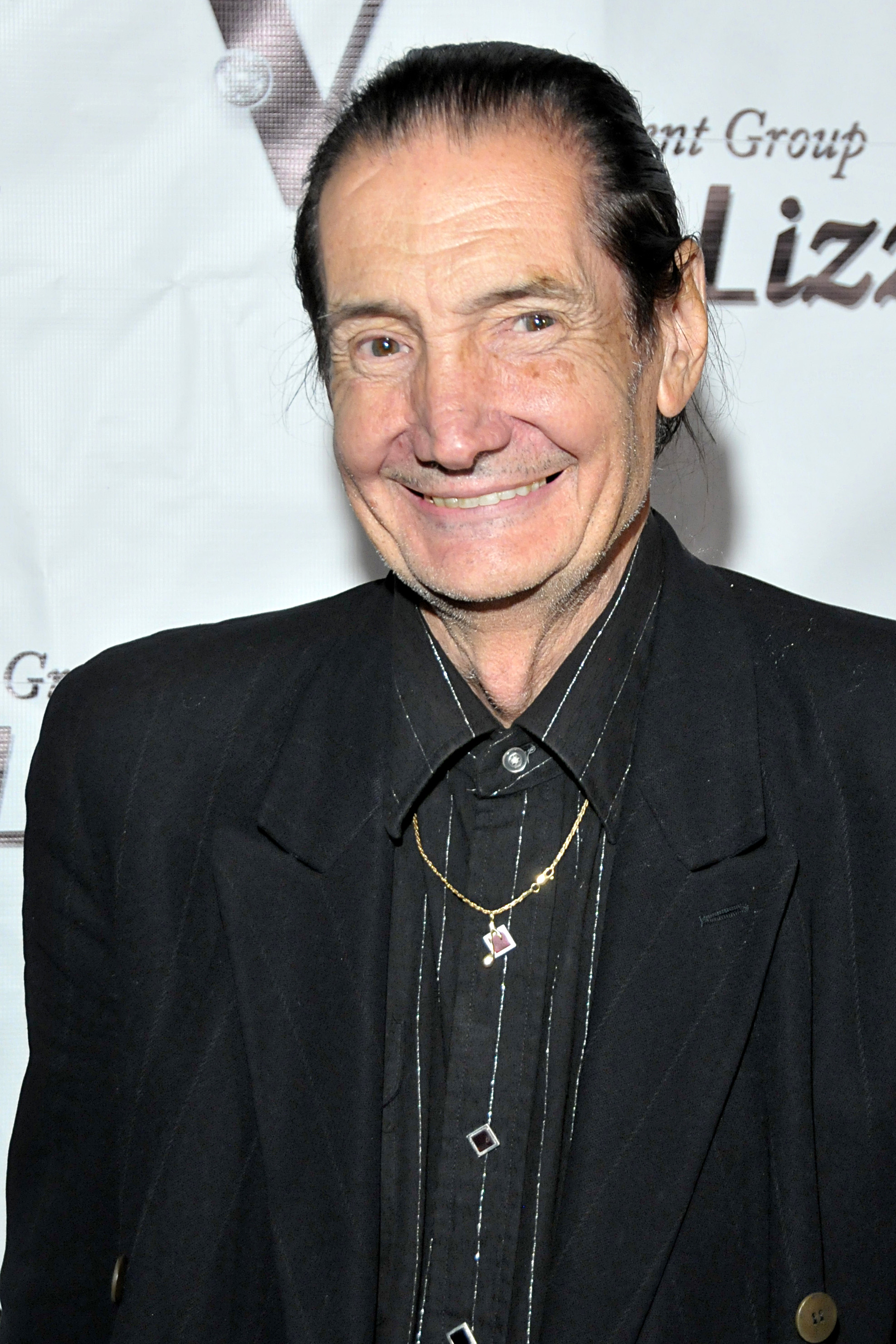
Richard Michaels (2015)

Richard Michaels (* 15. Februar 1936 in Brooklyn, New York City) ist ein US-amerikanischer Filmregisseur und Script Supervisor.
Seine Karriere im Filmgeschäft begann Michaels ab Mitte der 1950er-Jahre als Script Supervisor vor allem für verschiedene Fernsehserien. Ab Ende der 1960er-Jahre begann er auch als Regisseur zu arbeiten, dabei inszenierte er beispielsweise mehr als 50 Episoden der Serie Verliebt in eine Hexe. Von Ende der 1970er-Jahre bis Mitte der 1990er-Jahre war er als Regisseur für über zwei Dutzend Fernsehfilme verantwortlich. 1979 sowie 1980 konnte er für eine seiner Inszenierungen den Christopher Award gewinnen. Während er im Fernsehgeschäft sehr erfolgreich war, erlangten seine wenigen Filminszenierungen von Kinofilmen kaum Aufmerksamkeit.
Michaels ist heute in dritter Ehe verheiratet. In zweiter Ehe war er von 1964 bis 1972 mit der Schauspielerin Kristina Hansen verheiratet, mit der er zwei Kinder hat – darunter die heute in Deutschland als Reiterin bekannte Meredith Michaels-Beerbaum. Die Ehe mit Hansen scheiterte aufgrund einer angeblichen Affäre mit Elizabeth Montgomery, der Hauptdarstellerin von Verliebt in eine Hexe, die er während Dreharbeiten kennenlernte.

## Filmografie (Auswahl)
Als Regisseur
- 1968–1972: Verliebt in eine Hexe (Bewitched; Fernsehserie, 55 Folgen)
- 1971: Männerwirtschaft (The Odd Couple; Fernsehserie, Folge The Hideaway)
- 1972–1974: Drei Mädchen und drei Jungen (The Brady Bunch; Fernsehserie, 6 Folgen)
- 1974: Zwei gegen den Rest der Welt (How Come Nobody's on Our Side?)
- 1976–1977: Delvecchio (Fernsehserie, 5 Folgen)
- 1978: Vergiß, was gestern war (Leave Yesterday Behind; Fernsehfilm)
- 1979: ...And Your Name Is Jonah (Fernsehfilm)
- 1981: Berlin Tunnel 21 (Fernsehfilm)
- 1981: Der junge Adoptiv-Vater (The Children Nobody Wanted; Fernsehfilm)
- 1983: Blue Skies Again
- 1984: Tod eines Teenagers (Silence of the Heart; Fernsehfilm)
- 1985: Fäuste aus Stahl (Heart of a Champion: The Ray Mancini Story; Fernsehfilm)#
- 1986: Rockabye (Fernsehfilm)
- 1987: I’ll Take Manhattan (Fernseh-Miniserie, 2 Folgen)
- 1988: Diplomat in Sachen Liebe (Indiscreet; Fernsehfilm)
- 1988: Red River (Fernsehfilm)
- 1990: Die Dollar-Queen (Leona Helmsley: The Queen of Mean; Fernsehfilm)
- 1991: Gefährlicher Charme (Her Wicked Ways; Fernsehfilm)
- 1991: Die Mütter-Mannschaft (Backfield in Motion; Fernsehfilm)
- 1994: Daddy schafft sie alle (Father and Scout; Fernsehfilm)